# Ehrenschale für hervorragende Kampfleistungen der Luftwaffe

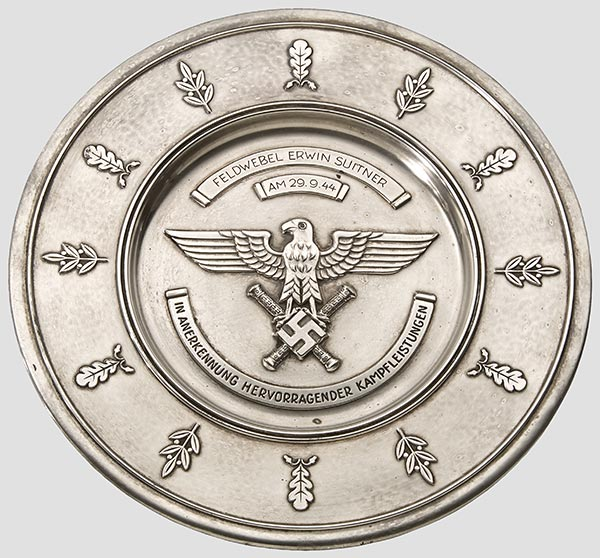
Ehrenschale für hervorragende Kampfleistungen der Luftwaffe

Die Ehrenschale für hervorragende Kampfleistungen der Luftwaffe war eine Auszeichnung, die während des Zweiten Weltkriegs im Deutschen Reich verliehen wurde.
Sie wurde am 15. Juni 1942 durch den Reichsminister der Luftfahrt und Oberbefehlshaber der Luftwaffe Hermann Göring für die Angehörigen der Luftwaffen-Feldeinheiten als Gegenstück zum Ehrenpokal für besondere Leistung im Luftkrieg gestiftet. Etwa 50 Schalen wurden verliehen; die genaue Zahl ist nicht bekannt. Nach dem 10. Dezember 1944 wurde die Auszeichnung nicht mehr vergeben und durch die Nennung im Ehrenblatt der Luftwaffe sowie der damit verbundenen Ehrenblattspange ersetzt.
Die Schale hat einen Durchmesser von 280 mm und ein Gewicht von 408 Gramm. Die oberen Schriftbänder mit dem Namen des Ausgezeichneten und Verleihungsdatum sind handgraviert.